# Gordon (Ontario)
Gordon – dawna gmina (ang. township) w Kanadzie, w prowincji Ontario, w dystrykcie Manitoulin. W 2009 roku została połączona z Barrie Island w nową gminę Gordon/Barrie Island.
Powierzchnia Gordon to 189,25 km².
Według danych spisu powszechnego z roku 2001 Gordon liczy 473 mieszkańców (2,50 os./km²).